# DS Havlíček
DS Havlíček je nejstarší divadelní soubor ochotníků Českolipska z města Zákupy. Byl založen v roce 1923 a je stále aktivní.

## Vznik
V Zákupech hráli němečtí divadelní ochotníci od roku 1840 až do II. světové války. Až po vzniku Československé republiky se zdejší česká menšina rozhodla hrát divadlo česky. V již neexistujícím hostinci Modrá hvězda byl 25. června 1923 založen český ochotnický kroužek jako odbor Národní jednoty severočeské. Svá divadelní představení hrávali v hostincích, v zámeckém parku a v předzámčí, kde tehdy působila česká menšinové škola. V roce 1929 založili loutkové divadlo. V tomto období byli nejvýznamnějšími osobnostmi řídící učitel Bohumil Pytlík a lesmistr Josef Pecen. Zákupy (tehdy Reichstadt) byly městem v Sudetech, kde Čechů bylo málo a soubor nebyl svou radnicí nijak podporován.

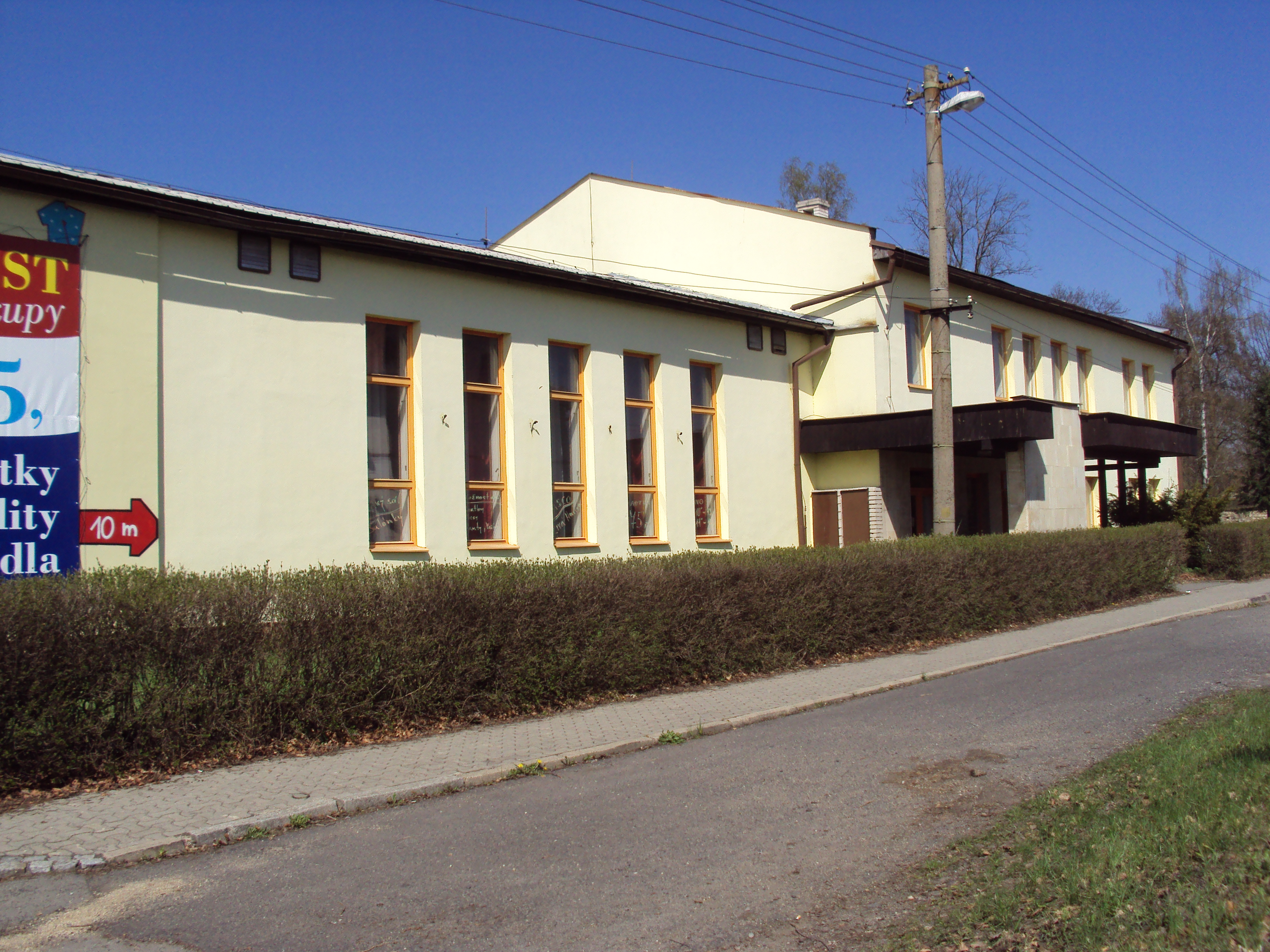
Kulturní dům, domov spolku

## Poválečný vývoj
V únoru 1946 byl založen přípravný výbor divadelních ochotníků a o necelý rok později přijal jméno Havlíček. V roce 1947 bylo znovu založeno loutkové divadlo. Hrálo se v tzv. Špičkárně poblíž zámku Zákupy s hledištěm pro 200 diváků. Loutky vyřezával autor Hurvínka V. Nosek. V tomto poválečném období si soubor troufl i na operety, estrády, na sálech i v přírodě. V roce 1955 byl režisérem Oldřich Slavík, který zde sloužil u vojska. Později se stal známým hercem v Brně. V letech 1955-1957 v Zákupech existoval divadelní soubor státního statku, roku 1957 byl s DS Havlíček spojen a jeho vedoucím se stal Ladislav Budín. Roku 1960 se L. Budín vzdává funkce vedoucího souboru a na jeho místo přichází Jiří Šimek. V období do roku 1971 soubor sehrál několik desítek divadelních představení. Určitý útlum činnosti nastal v letech 1971-1980 kvůli nepřívětivému postoji tehdejšího předsedy MNV.[zdroj?] V roce 1983 byla ukončena činnost v sokolovně, kde započala přestavba na kulturní dům. DSH tedy hrál v 2. patře budovy bývalého kláštera a školy Boromejek na náměstí Svobody, kde měli tzv. Divadýlko u půdy a to až do roku 1991. To byl rok, kdy byl po rekonstrukci otevřen kulturní dům a soubor zde získal suterén pod jevištěm (tři místnosti pro sklad i případné klubové činnosti) a bezplatný přístup na jeviště ke zkouškám i představení. V roce 1991 byla na dva roky obnovena činnost loutkářského souboru. Soubor ochotníků si vede desítky let kroniku, jejímž autorem je dodnes kronikář města a bývalý vedoucí souboru a režisér i herec Mgr Jiří Šimek. Od 25. února 1996 je soubor samostatným občanským sdružením. V posledních letech soubor předvádí v Zákupech, Kamenici u Zákup a v okolních městech Živý betlém a pořádá několikrát ročně své představení pro děti i dospělé.

## Ocenění
Soubor dokázal uspořádat okresní přehlídky ochotnických divadel a pravidelně se jich zúčastňuje i v okolních městech. V roce 1993 byl vybrán na národní přehlídku ve Vysokém nad Jizerou, v roce 2002 tento úspěch po vítězství v regionální přehlídce dokázal zopakovat a postoupil do národního kola s inscenací od J. Vostrého: „Tři v tom" režírovanou současným šéfem souboru p. Bartošem. Z těchto přehlídek si řada zdejších ochotníků přivezla i osobní ocenění.

## Jubilejní srazy
- Od roku 1983 se konaly výroční srazy všech současných i bývalých členů souboru. K nim bývají vydávány i pamětní tisky (1983, 1993, 1998, 2003).
- V roce 1998 se zúčastnil oslav 75 výročí divadelního spolku Havlíček Oldřich Velen v a stal se zde jeho čestným členem.[2]
- V červnu 2008 byly v Zákupech oslavy 85 výročí založení DS za účasti desítek nynějších i bývalých herců.
- V září 2013 se staly oslavy 90. výročí existence spolku hlavní částí každoročních Zákupských slavností.[3]

## Propagace činnosti
Soubor udržuje vývěsku s řadou fotografií a dalších dokumentů zhruba 200 metrů od náměstí. Pro svá představení tiskne plakátky, využívá k pozvánkám na svá představení i městský časopis Zákupský zpravodaj a má i své webové stránky.